# Ножеточка

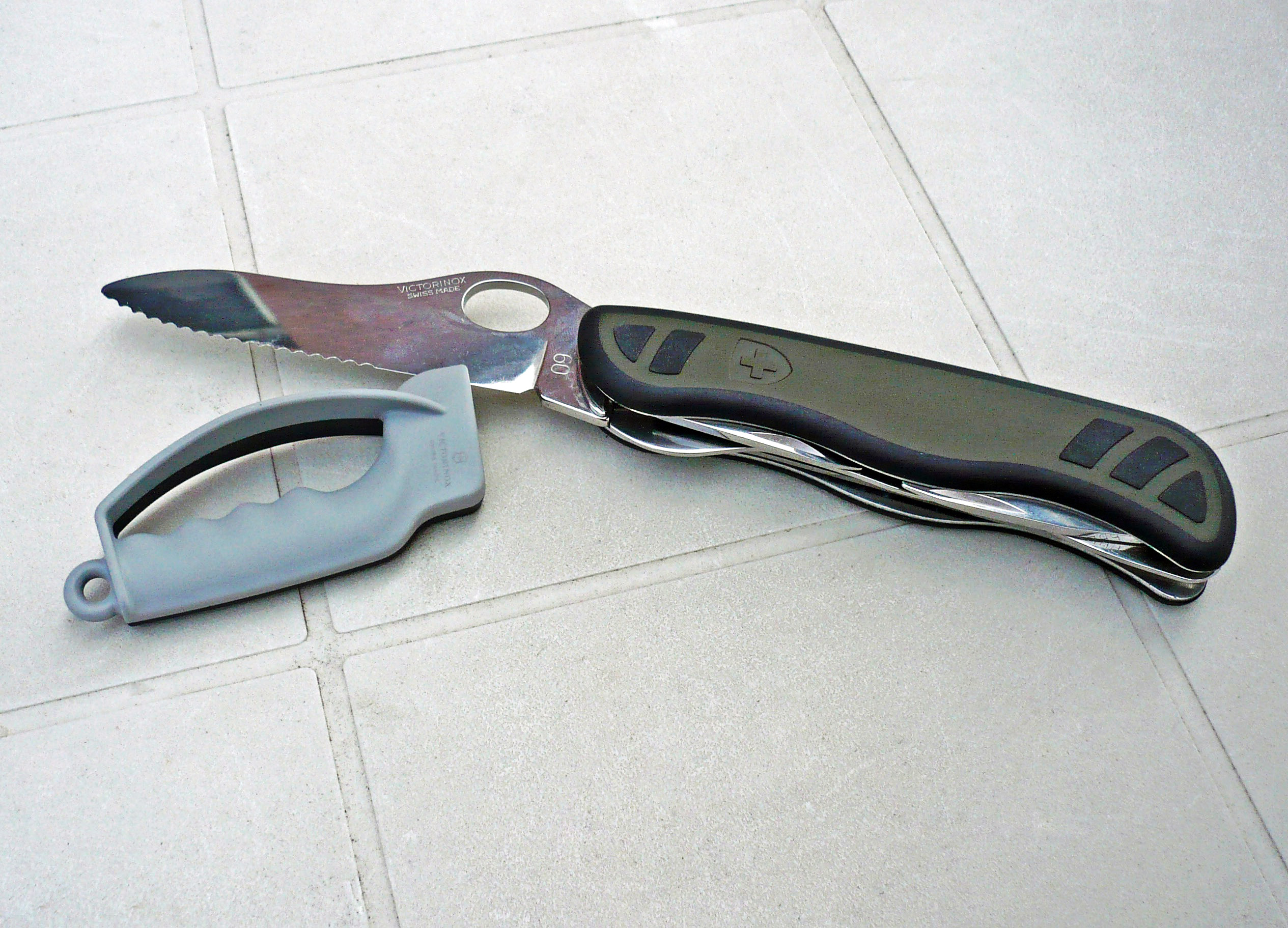
Металлическая ножеточка

Ножето́чка (также разг. точилка для ножей) — приспособление для заточки ножей.
По принципу действия ножеточки подразделяются на металлические и абразивные. Металлическая ножеточка снабжена металлическими затачивающими дисками. При работе с металлической ножеточкой нож с силой прижимают лезвием к дискам ножеточки и протягивают его несколько раз на себя. В результате металл срезается краями дисков равномерно с обеих сторон лезвия. В конструкции абразивной ножеточки имеются неподвижные и пружинящие абразивные бруски, заточка о которые производится быстрыми движениями вперёд и назад. Ножеточки домашнего назначения, как и профессиональные, бывают также неподвижными, то есть крепятся к столу, чтобы нож можно было направлять двумя руками. Заточить нож можно также обычным абразивным бруском или мусатом — стальным конусным стержнем с мелкой насечкой.
Для затачивания ножей также используется мусат, оселок и точильный брусок.